# Scheloribates sphaeroides
Scheloribates sphaeroides är en kvalsterart som beskrevs av Hammer 1973. Scheloribates sphaeroides ingår i släktet Scheloribates och familjen Scheloribatidae. Inga underarter finns listade i Catalogue of Life.